# Финал Кубка СССР по футболу 1960
Финал Кубка СССР по футболу 1959/60 состоялся 31 октября 1960 года. Московское «Торпедо» переиграло тбилисское «Динамо» со счётом 4:3 (с учётом дополнительного времени) и стало обладателем Кубка СССР.

## Путь к финалу
| Торпедо (Москва)       | Торпедо (Москва) | Торпедо (Москва) | Этап        | Динамо (Тбилиси) | Динамо (Тбилиси) | Динамо (Тбилиси)   |
| ---------------------- | ---------------- | ---------------- | ----------- | ---------------- | ---------------- | ------------------ |
| Соперник               | Место            | Счёт             |             | Соперник         | Место            | Счёт               |
| Локомотив (Красноярск) | В гостях         | 4:2              | 1/16 финала | Динамо (Киров)   | В гостях         | 4:3                |
| Сибэлектромотор        | В гостях         | 2:1              | 1/8 финала  | Спартак (Москва) | Дома             | 1:1 (доп. вр. 1:0) |
| Динамо (Москва)        | Дома             | 2:0              | 1/4 финала  | Ширак            | Дома             | 5:1                |
| СКА (Одесса)           | Дома             | 4:0              | 1/2 финала  | Шахтёр (Сталино) | В гостях         | 0:0 (доп. вр. 2:1) |

## Ход финального матча
Тбилисское «Динамо» и московское «Торпедо» в первый раз встречались в рамках финала в истории кубков СССР. До этого они 5 раз сходились на различных стадиях этого турнира: трижды дальше проходили тбилисцы, и дважды — москвичи.
Матч состоялся в морозную погоду, футбольное поле обрамляли снежные сугробы. Начало матча прошло во взаимных атаках, но у тбилисцев чувствовалась нервозность в действиях в противовес уверенности москвичей. На 25-й минуте Слава Метревели оказался один на один с вратарём «Динамо» Сергеем Котрикадзе, но его сбил защитник тбилисцев Гиви Хочолава. Был назначен пенальти, который точно реализовал Геннадий Гусаров. Динамовцы тут же сумели отыграться: сильнейший удар Владимира Баркаи с угла штрафной в дальний угол ворот оказался неожиданным для вратаря «Торпедо» Алексея Поликанова. Конец первого тайма прошёл по большей части в атаках автозаводцев.
После перерыва, на 54-й минуте, футболисты «Торпедо» забили второй гол: центральный нападающий Геннадий Гусаров, открывшись после комбинации Батанов—Иванов—Гусаров, с 11 метров послал мяч в сетку мимо рванувшего к нему Котрикадзе. Тбилисцы же вновь быстро отыгрались: на этот раз им понадобились 4 минуты для этого. Нападающий «Динамо» Заур Калоев в 3 метрах от ворот соперника замкнул навес в штрафную результативным ударом. Далее тбилисцы продолжали атаковать, но пропустили гол на 67-й минуте в результате торпедовской контратаки: в падении с 13 метров забил Иванов. Поведя в счёте, москвичи начали играть на удержание счёта, даже не переходя середину поля. На 87-й минуте 
Тенгиз Мелашвили умудрился в большом скоплении игроков протолкнуть мяч в ворота «Торпедо» при подаче во вратарскую площадь. Счёт стал равным 3:3 и не изменился до окончания основного времени.
Дополнительное время было отмечено почти не прекращающимися атаками тбилисцев, лишь в концовке они стали взаимными. На последней минуте у угла штрафной «Динамо» мячом завладел Валентин Иванов и с 16 метров отправил его в дальний угол ворот. Московское «Торпедо» в третий раз стало обладателем Кубка СССР по футболу.

## Финал
| Торпедо (Москва)                         | 3:3 (доп. вр. 1:0) | Динамо (Тбилиси)                        |
| ---------------------------------------- | ------------------ | --------------------------------------- |
| Гусаров 25′ (пен.) 54′ · Иванов 67′ 119′ | Отчёт              | Баркая 26′ · Калоев 58′ · Мелашвили 87′ |

| ТОРПЕДО:        |  |                    |  |     |
|                 |  |                    |  |     |
| Вр              |  | Алексей Поликанов  |  |     |
| Зщ              |  | Александр Медакин  |  |     |
| Зщ              |  | Виктор Шустиков    |  |     |
| Зщ              |  | Леонид Островский  |  |     |
| ПЗ              |  | Валерий Воронин    |  |     |
| ПЗ              |  | Николай Маношин    |  |     |
| ПЗ              |  | Слава Метревели    |  |     |
| ПЗ              |  | Валентин Иванов    |  |     |
| ПЗ              |  | Геннадий Гусаров   |  |     |
| Нап             |  | Борис Батанов      |  |     |
| Нап             |  | Олег Сергеев       |  | 86' |
| Замены:         |  |                    |  |     |
| Нап             |  | Александр Савушкин |  | 86' |
| Главный тренер: |  |                    |  |     |
| Виктор Маслов   |  |                    |  |     |

| ДИНАМО:         |  |                       |
|                 |  |                       |
| Вр              |  | Сергей Котрикадзе     |
| Зщ              |  | Борис Сичинава        |
| Зщ              |  | Эдуард Торадзе        |
| Зщ              |  | Гиви Хочолава         |
| Зщ              |  | Джемал Зейнклинишвили |
| Зщ              |  | Гиви Чохели           |
| ПЗ              |  | Владимир Баркая       |
| ПЗ              |  | Шота Яманидзе         |
| ПЗ              |  | Тенгиз Мелашвили      |
| Нап             |  | Заур Калоев           |
| Нап             |  | Михаил Месхи          |
| Главный тренер: |  |                       |
| Андрей Жордания |  |                       |